# Carley Fortune
Carley Fortune (n. 1985, Toronto, Ontario, Canada) este o scriitoare canadiană din Toronto, provincia Ontario, Canada. Este cunoscută pentru romanul Meet Me at the Lake (2023).
A colaborat ca jurnalistă la periodicele Refinery29⁠(d), The Globe and Mail⁠(d), Chatelaine⁠(d) și Toronto Life⁠(d). În 2022 și-a publicat romanul de debut Every Summer After. A urmat Meet Me at the Lake în 2023. Titlul a devenit un bestseller în Canada și Statele Unite și a atras atenția presei când Archewell⁠(d), firma de producție a cuplului regal britanic Harry și Meghan, au cumpărat drepturile de adaptare în film. Cartea a fost selectată pentru ediția din 2024 a concursului literar Canada Reads⁠(d).